# Petitmont
Petitmont (deutsch ungebräuchlich Klein-Berg) ist eine französische Gemeinde mit 307 Einwohnern (Stand 1. Januar 2022) im Département Meurthe-et-Moselle in der Region Grand Est (vor 2016 Lothringen). Sie gehört zum Arrondissement Lunéville und zum Kanton Baccarat.

## Geografie
Die Gemeinde liegt etwa 59 Kilometer ostsüdöstlich von Nancy und 59 Kilometer westlich von Straßburg im Süden des Départements Meurthe-et-Moselle. Petitmont grenzt an das Département Bas-Rhin. Nachbargemeinden sind Cirey-sur-Vezouze im Norden, Val-et-Châtillon im Norden und Osten, Grandfontaine im Südosten, Saint-Sauveur im Süden sowie Parux und Harbouey  im Westen. Die Gemeinde besteht aus dem Ort Petitmont, dem Weiler La Montagne sowie einigen Einzelgehöften. Weite Teile des Gemeindegebiets sind bewaldet.

## Geschichte
Über die Geschichte der Gemeinde ist wenig bekannt. Petitmont gehörte historisch zur Provinz Trois-Évêchés (Drei Bistümer), die faktisch 1552 an Frankreich fiel. Bis zur Französischen Revolution lag die Gemeinde dann im Grand-gouvernement de Lorraine-et-Barrois. Von 1793 bis 1801 war Petitmont dem Distrikt Blâmont zugeteilt und zudem Teil des Kantons Cirey. Danach von 1801 bis 1873 im Kanton Lorquin (1871–1873 Lörchingen). Von 1873 bis 2015 gehörte sie wiederum zum Kanton Cirey(-sur-Vezouze). Von 1801 bis 1873 war sie zudem dem Arrondissement Sarrebourg (1871–1873 Kreis Saarburg) zugeordnet. Seither gehört sie zum Arrondissement Lunéville. Die Gemeinde lag bis 1871 im alten Département Meurthe, danach für zwei Jahre im Bezirk Lothringen. Laut Dictionnaire statistique du Département de la Meurthe aus dem Jahr 1836 wurde die Gemeinde in der deutschsprachigen Nachbarschaft Klein-Berg genannt. Bei Gefechten mit den Deutschen starben 1914 bei der Schlacht von Morhangen 53 Angehörige des 121. Infanterieregiments bei Gefechten in Petitmont.

## Bevölkerungsentwicklung
| Jahr                       | 1962 | 1968 | 1975 | 1982 | 1990 | 1999 | 2007 | 2019 |
| Einwohner                  | 654  | 575  | 457  | 394  | 370  | 358  | 366  | 317  |
| Quellen: Cassini und INSEE |      |      |      |      |      |      |      |      |

## Verkehr
Petitmont liegt weitab von bedeutenden überregionalen Verkehrswegen. Für den regionalen Verkehr ist die D8 wichtig, die mitten durch das Dorf führt.

## Sehenswürdigkeiten
- Kirche Saint-Pierre, nach dem Ersten Weltkrieg wiederaufgebaut
- Croix Marianne, Statue du Bon Père und weitere Wegkreuze
- Denkmal und Gedenkplatte für die Gefallenen[1][2]